# Metka Ocvirk
Metka Ocvirk, slovenska filmska igralka.
Metka Ocvirk je igrala v več filmih jugoslovanske produkcije, tudi Ne čakaj na maj iz leta 1957 in Tri četrtine sonca iz leta 1959.

## Filmografija
- Srešćemo se večeras (1962, celovečerni igrani film)
- Tri četrtine sonca (1959, celovečerni igrani film)
- Viza za zloto (1959, celovečerni igrani film)
- Ne čakaj na maj (1957, celovečerni igrani film)